# Liste der Auslandsreisen von Bundeskanzler Konrad Adenauer
Der deutsche Bundeskanzler Konrad Adenauer hat während seiner Amtszeit vom 15. September 1949 bis zum 16. Oktober 1963 folgende offizielle Auslandsreisen durchgeführt.

## Liste der Auslandsbesuche

### 1951
| Datum            | Ort                              | Hauptgrund                                                                                              | Bild |
| ---------------- | -------------------------------- | --- | ---- |
| 11.–19. April    | Paris ( Frankreich)              | - Treffen mit Außenminister Robert Schuman - Treffen mit Präsident Vincent Auriol                       |      |
| 14. Juni         | Zürich ( Schweiz)                | Treffen mit dem Zürcher Regierungsrat Paul Meierhans                                                    |      |
| 14.–23. Juni     | Rom ( Italien)                   | - Treffen mit Ministerpräsident Alcide de Gasperi - Kranzniederlegung am Grabe des Unbekannten Soldaten |      |
| 20.–23. November | Paris ( Frankreich)              | Treffen mit Außenminister Robert Schuman                                                                |      |
| 3.–8. Dezember   | London ( Vereinigtes Königreich) | Treffen mit Premierminister Winston Churchill                                                           |      |
| 28.–31. Dezember | Paris ( Frankreich)              | Treffen mit Außenminister Robert Schuman                                                                |      |

### 1952
| Datum            | Ort                              | Hauptgrund | Bild |
| ---------------- | -------------------------------- | --- | ---- |
| 14.–19. Februar  | London ( Vereinigtes Königreich) | Teilnahme an der Trauerfeier für König Georg VI. |      |
| 18.–21. März     | Paris ( Frankreich)              | Treffen mit Außenminister Robert Schuman |      |
| 22.–25. Juli     | London ( Frankreich)             | Treffen mit Ministerpräsident Alcide de Gasperi |      |
| 8.–12. September | Luxemburg ( Luxemburg)           | - Teilnahme an der Eröffnungssitzung des Ministerrats der Europäischen Gemeinschaft für Kohle und Stahl - Unterzeichnung des Wiedergutmachungsabkommens zwischen der Bundesrepublik Deutschland und dem Staat Israel und der Jewish Claims Conference |      |

### 1953
| Datum            | Ort | Hauptgrund | Bild |
| ---------------- | --- | --- | ---- |
| 23.–27. Februar  | Rom ( Italien)                                                                                                 | - Treffen mit Präsident Luigi Einaudi - Treffen mit Ministerpräsident Alcide de Gasperi |      |
| 6.–14. April     | New York, Washington, Arlington, San Francisco, Chicago, Cambridge und Carmel-by-the-Sea ( Vereinigte Staaten) | - Treffen mit Präsident Dwight D. Eisenhower - Treffen mit Vize-Präsident Richard Nixon - Kranzniederlegungen am Grabe George Washingtons, am Grabmal des unbekannten Soldaten sowie am Steuben-Denkmal - Verleihung der Ehrendoktorwürde der Universität Georgetown |      |
| 18. April        | Ottawa ( Kanada)                                                                                               | Verleihung der Ehrendoktorwürde der Universität Ottawa |      |
| 14.–15. Mai      | London ( Vereinigtes Königreich)                                                                               | Treffen mit Premierminister Winston Churchill |      |
| 22. und 23. Juni | Paris ( Frankreich)                                                                                            | Gespräch mit Außenminister Georges Bidault |      |
| 26.–28. November | Den Haag ( Niederlande)                                                                                        | Treffen mit Ministerpräsident Willem Drees |      |
| 11.–14. Dezember | Paris ( Frankreich)                                                                                            | - Gespräch mit Außenminister Georges Bidault - Besuch bei der deutschen Botschaft |      |

### 1954
| Datum                      | Ort                                           | Hauptgrund                                                                                              | Bild |
| -------------------------- | --------------------------------------------- | --- | ---- |
| 9.–18. März                | Athen ( Griechenland)                         | - Treffen mit Alexandros Papagos - Abendessen mit König Paul I. und dessen Frau Friederike von Hannover |      |
| 18.–21. März               | Ankara ( Türkei)                              | - Treffen mit Präsident Celâl Bayar - Treffen mit Ministerpräsident Adnan Menderes                      |      |
| 27. März                   | Rom ( Italien)                                | Treffen mit Oberbürgermeister Salvatore Rebecchini                                                      |      |
| 20. Mai                    | Straßburg ( Frankreich)                       | Rede vor dem Europarat                                                                                  |      |
| 18.–22. August             | Brüssel ( Belgien)                            | Treffen mit König Baudouin                                                                              |      |
| 28. September – 3. Oktober | London ( Vereinigtes Königreich)              | Unterzeichnung der Londoner Akte                                                                        |      |
| 19.–23. Oktober            | La Celle-Saint-Cloud und Paris ( Frankreich)  | Unterzeichnung der Pariser Verträge                                                                     |      |
| 26. Oktober                | Bessastaðir und Þingvellir ( Island)          | - Treffen mit Präsident Ásgeir Ásgeirsson - Treffen mit Ministerpräsident Ólafur Thors                  |      |
| 27. Oktober – 3. November  | Washington und New York ( Vereinigte Staaten) | Treffen mit Präsident Dwight D. Eisenhower                                                              |      |

### 1955
| Datum            | Ort                                                      | Hauptgrund | Bild |
| ---------------- | -------------------------------------------------------- | --- | ---- |
| 9. Mai           | Paris ( Frankreich)                                      | Aufnahme Deutschlands in die NATO |      |
| 13.–16. Juni     | New York, Washington und Cambridge ( Vereinigte Staaten) | Verleihung der Ehrendoktorwürde der Harvard University |      |
| 19. Juni         | Chequers ( Vereinigtes Königreich)                       | Treffen mit Premierminister Anthony Eden |      |
| 8.–14. September | Moskau ( Sowjetunion)                                    | Vereinbarung zur Aufnahme diplomatischer Beziehungen und zur Heimkehr von Kriegsgefangenen; Beratungen der deutschen Delegation erfolgten mangels einer deutschen Botschaft in einem Sonderzug |      |

### 1956
| Datum             | Ort                                                    | Hauptgrund                                                                     | Bild |
| ----------------- | ------------------------------------------------------ | ------------------------------------------------------------------------------ | ---- |
| 5. Juni           | Luxemburg ( Luxemburg)                                 | Treffen mit dem französischen Ministerpräsidenten Guy Mollet                   |      |
| 8.–15. Juni       | New York, Washington und Chicago ( Vereinigte Staaten) | Treffen mit Präsident Dwight D. Eisenhower                                     |      |
| 1.–4. Juli        | Rom ( Italien)                                         | Treffen mit Ministerpräsident Antonio Segni                                    |      |
| 5. Juli           | Vatikanstadt                                           | Audienz bei Papst Paul VI.                                                     |      |
| 24.–25. September | Brüssel ( Belgien)                                     | - Treffen mit Ministerpräsident Achille Van Acker - Audienz bei König Baudouin |      |
| 6. November       | Paris ( Frankreich)                                    | Treffen mit Präsident René Coty                                                |      |

### 1957
| Datum               | Ort                              | Hauptgrund | Bild |
| ------------------- | -------------------------------- | --- | ---- |
| 19.–20. Februar     | Paris ( Frankreich)              | Treffen mit Ministerpräsidenten Guy Mollet                                                                                    |      |
| 25. März            | Rom ( Italien)                   | Unterzeichnung der Römischen Verträge                                                                                         |      |
| 28. März – 2. April | Teheran ( Iran)                  | Treffen mit Schah Mohammad Reza Pahlavi                                                                                       |      |
| 24.–29. Mai         | Washington ( Vereinigte Staaten) | Treffen mit Präsident Dwight D. Eisenhower                                                                                    |      |
| 13.–16. Juni        | Wien ( Österreich)               | - Treffen mit Bundespräsident Adolf Schärf - Treffen mit Bundeskanzler Julius Raab - Treffen mit Vizekanzler Bruno Pittermann |      |
| 23. November        | Amsterdam ( Niederlande)         | Rede vor der Europäischen Kulturstiftung                                                                                      |      |
| 16. Dezember        | Paris ( Frankreich)              | Teilnahme am NATO-Gipfel |      |

### 1958
| Datum             | Ort                                     | Hauptgrund                                      | Bild |
| ----------------- | --------------------------------------- | ----------------------------------------------- | ---- |
| 16.–19. April     | London ( Vereinigtes Königreich)        | Treffen mit Premierminister Harold Macmillan    |      |
| 14.–15. September | Colombey les Deux Églises ( Frankreich) | Treffen mit Ministerpräsident Charles de Gaulle |      |

### 1959
| Datum            | Ort                                           | Hauptgrund | Bild |
| ---------------- | --------------------------------------------- | --- | ---- |
| 4. März          | Paris ( Frankreich)                           | - Treffen mit Präsident Charles de Gaulle - Treffen mit Ministerpräsident Michel Debré                        |      |
| 29. Mai          | Washington ( Vereinigte Staaten)              | Treffen mit Präsident Dwight D. Eisenhower                                                                    |      |
| 22. August       | Cadenabbia ( Italien)                         | Während seines Urlaubs traf sich Adenauer mit dem italienischen Ministerpräsident Antonio Segni               |      |
| 17.–19. November | London und Chequers ( Vereinigtes Königreich) | - Treffen mit Premierminister Harold Macmillan - Besuch bei Winston Churchill                                 |      |
| 1.–2. Dezember   | Paris ( Frankreich)                           | - Treffen mit Präsident Charles de Gaulle - Treffen mit Ministerpräsident Michel Debré                        |      |
| 19.–21. Dezember | Paris und Rambouillet ( Frankreich)           | Teilnahme am Konferenz der Staats- und Regierungschefs der drei Westmächte und der Bundesrepublik Deutschland |      |

### 1960
| Datum               | Ort                                                          | Hauptgrund                                                                              | Bild |
| ------------------- | ------------------------------------------------------------ | --------------------------------------------------------------------------------------- | ---- |
| 20.–24. Januar      | Rom ( Italien)                                               | - Treffen mit Präsident Giovanni Gronchi - Treffen mit Ministerpräsident Antonio Segni  |      |
| 22. Januar          | Vatikanstadt                                                 | Audienz bei Papst Johannes XXIII.                                                       |      |
| 12.–24. März        | Washington, New York und San Francisco ( Vereinigte Staaten) | - Treffen mit Präsident Dwight D. Eisenhower - Treffen mit Vize-Präsident Richard Nixon |      |
| 25. März – 1. April | Nara, Kyōto und Tokio ( Japan)                               | - Treffen mit Premierminister Kishi Nobusuke - Audienz bei Kaiser Hirohito              |      |
| 30. Juli            | Paris und Rambouillet ( Frankreich)                          | Treffen mit Präsident Charles de Gaulle                                                 |      |

### 1961
| Datum            | Ort                                         | Hauptgrund                              | Bild |
| ---------------- | ------------------------------------------- | --------------------------------------- | ---- |
| 9.–11. Februar   | Paris ( Frankreich)                         | Teilnahme am EWG-Konferenz              |      |
| 22.–23. Februar  | London ( Vereinigtes Königreich)            | Premierminister Harold Macmillan        |      |
| 12.–17. April    | Washington und Austin ( Vereinigte Staaten) | Treffern mit Präsident John F. Kennedy  |      |
| 19.–22. November | Washington ( Vereinigte Staaten)            | Treffern mit Präsident John F. Kennedy  |      |
| 9. Dezember      | Paris ( Frankreich)                         | Treffen mit Präsident Charles de Gaulle |      |

### 1962
| Datum            | Ort                                               | Hauptgrund                                                                                 | Bild |
| ---------------- | ------------------------------------------------- | ------------------------------------------------------------------------------------------ | ---- |
| 2.–8. Juli       | Paris, Mourmelon-le-Grand und Reims ( Frankreich) | - Treffen mit Präsident Charles de Gaulle - Treffen mit Ministerpräsident Georges Pompidou |      |
| 13.–16. November | Washington ( Vereinigte Staaten)                  | Treffen mit Präsident John F. Kennedy                                                      |      |

### 1963
| Datum                                          | Ort                 | Hauptgrund                                                                           | Bild |
| ---------------------------------------------- | ------------------- | ------------------------------------------------------------------------------------ | ---- |
| 20.–23. Januar                                 | Paris ( Frankreich) | - Treffen mit Präsident Charles de Gaulle - Unterzeichnung des Élysée-Vertrages      |      |
| 17. September                                  | Vatikanstadt        | Audienz bei Papst Paul VI.                                                           |      |
| 17.–19. September                              | Rom ( Italien)      | - Treffen mit Ministerpräsident Giovanni Leone - Treffen mit Präsident Antonio Segni |      |
| Adenauers Amtszeit endete am 16. Oktober 1963. |                     |                                                                                      |      |